# Ламанова, Надежда Петровна
Наде́жда Петро́вна Ла́манова (Каю́това) (14 [26] декабря 1861, Шутилово, Нижегородская губерния, Российская империя — 15 октября 1941, Москва, СССР) — российский и советский модельер, художница театрального костюма. Имела звание «Поставщица Ея Императорского Величества». Стояла у истоков российской и советской моды XX века.

## Биография
Родилась 14 (26) декабря 1861 года в деревне Шутилово Нижегородской губернии.
Отец — Петр Михайлович Ламанов был потомственный дворянин из обедневшего рода. Он избрал военную карьеру и к моменту рождения старшей дочери Нади имел чин полковника. О матери Надежды Петровны — Надежде Александровне Лишевой — дошло очень мало сведений. Она была дочерью генерала-майора.
Надежда Петровна была старшей из пяти дочерей в семье: Надежда Петровна, Анна Петровна (12.08.1863 по старому стилю), Екатерина Петровна (28.03.1866 по старому стилю), Мария Петровна (27.07.1877 по старому стилю), Софья Петровна (17.02.1880 по старому стилю).
Надежда Петровна училась в Мариинском женском училище первого разряда в Нижнем Новгороде (с 1883 года — Нижегородская Мариинская женская гимназия).
Отучившись в гимназии обязательные семь лет, Надя закончила по добровольному желанию восьмой класс, по окончании которого получила свидетельство о том, что она может преподавать географию в крестьянских школах.
После окончания гимназии двадцатилетняя Надя решила уехать из родительского дома и самостоятельно зарабатывать на жизнь. Первым самостоятельным шагом Нади было поступление в Московскую школу кройки и шитья О. А. Суворовой. Проучившись два года, Ламанова в 1879 году начала работать в мастерской Войткевичей и быстро стала ведущей закройщицей.

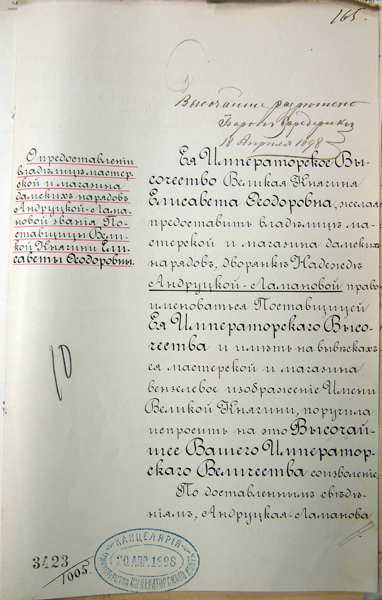
РГИА. Ф.427 Оп. 43 Е.х. 16. Документы о даровании Ламановой-Андруцкой звания поставщицы ея высочества Княгини Елизаветы Фёдоровны в 1898 году.

В своих воспоминаниях Г. А. Леман упоминает такие подробности жизни Ламановой:
Из хорошей дворянской семьи, дочь гвардии полковника, она в молодые годы, уйдя из семьи и пережив неудачу в личной жизни — любимый человек, насколько мне известно, умер в её объятьях, — открыла модную мастерскую.
Слова Лемана подтверждает тот факт, что в документах РГИА среди поставщиков Императорского Двора Надежда Петровна указана под двойной фамилией Андруцкая-Ламанова (недоступная ссылка).
Первый розничный магазин модных и модно-галантерейных товаров Надежды Петровны Андруцкой появился в Москве и поначалу находился на Большой Дмитровке, в доходном доме Фишер (Большая Дмитровка, 11).

С конца 1890-х мастерская Надежды Петровны находилась в доходном доме Адельгейм (Большая Дмитровка 25, в 1910-х годах нумерация изменилась на 23). На 1900-й год в адресных справочниках Надежда Петровна указывалась уже под фамилией Каютова. Доподлинно неизвестно, сохранилось ли здание, поскольку права собственности на участок перешли от братьев Павла и Виктора Львовичей Адельгейм к Александре Алексеевне Пантелеевой, а от неё — к княгине Марии Александровне Ливен, которая выстроила на этом участке доходный дом. 

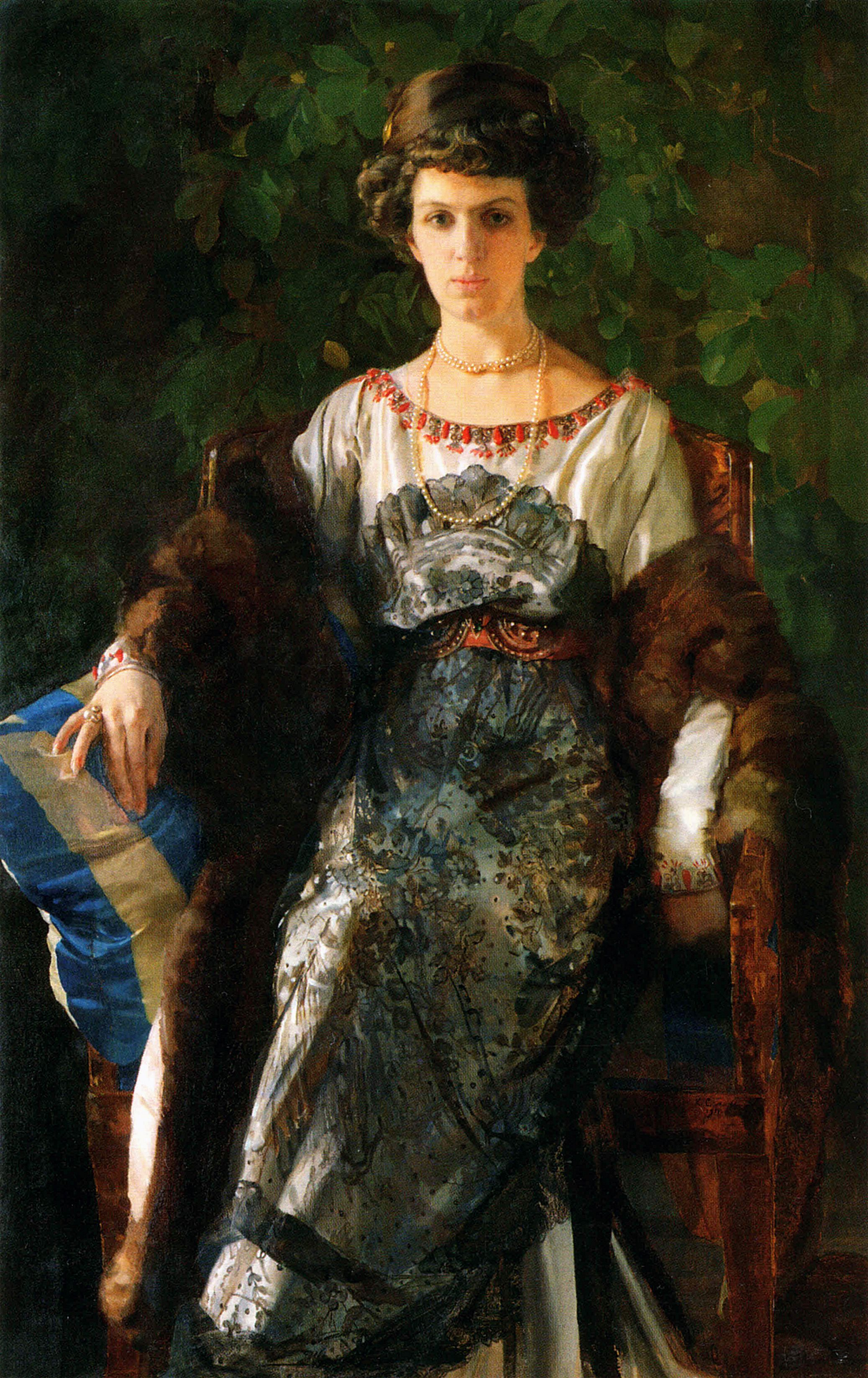
Портрет работы К. А. Сомова, 1911 г. Е. П. Носова в платье мастерской Надежды Ламановой.

Ламанова стала одним из самых популярных модельеров Москвы. 18 апреля (1 мая по новому стилю) 1898 года Андруцкой-Ламановой было пожаловано звание поставщицы Двора Ея Императорского Высочества Елизаветы Фёдоровны (недоступная ссылка), а с 2 октября (15 октября по новому стилю) 1904 года Надежда Петровна стала поставщицей Двора Ея Императорского Величества Александры Фёдоровны.
В конце 90-х годов XIX века Надежда Петровна Ламанова вышла замуж за молодого юриста Андрея Павловича Каютова, известного тогда актёра-любителя. Это был счастливый брак, полный согласия и преданности, не было только детей. Супруги прожили вместе 45 лет. Ламанова познакомилась с его друзьями-актёрами, среди которых были и знаменитая актриса Малого театра Гликерия Федотова, и начинающий актёр Константин Алексеев (Станиславский).

Из воспоминаний Марии Степановны Ворониной (урождённой Файдыш), записанных её племянницей Евгенией Петровной Турманиной, урождённой Файдыш, известно, что Н. П. Ламанова бывала и в Санкт-Петербурге. Турманина со слов своей «тёти Мариши» пишет, что Ламанова окончила институт благородных девиц:
Это была энергичная женщина. Окончив где-то институт для благородных девиц, она приехала в столицу. Была не очень красива, с манерами мальчика, стриженная. В компании говорила: «Ну, братцы выпьем!» Хорошо играла в винт и преферанс. Открыла мастерскую, так же как и Мария Степановна, но к заказчикам относилась сурово и заставляла их ждать подолгу. Переехав в Москву, как говорили злые языки, Надежда Петровна разорила горбуна Г., выстроив дом на Тверском бульваре, ездила в Париж за моделями. Обслуживала придворных. За самое простенькое платьице брала по 600—800 р. Держалась богом, были у неё цеха. Платила неплохо, но и требовала хорошей работы. Муж у неё был присяжный поверенный Андрей Павлович Каютов. Говорят красивый. Зимой каждый день на своём автомобиле ездила в Сокольники, бегать на лыжах. Каждый день брала ванну и меняла бельё. Вот и всё что я о ней знаю.
Художница продолжала совершенствовать своё мастерство в Париже — у знаменитых в Европе модельеров. Познакомилась с Полем Пуаре.
В 1901 году К. С. Станиславский пригласил Ламанову в Московский Художественный театр.
В 1908 году ателье обретает собственный дом, построенный архитектором Н. Г. Лазаревым на Тверском бульваре.

Из воспоминаний Г. А. Лемана:
Она обнаружила огромный вкус, и постепенно стала одевать дам самых высоких и самых богатых кругов московского общества. У неё стали одеваться не только дамы московского купечества, но и аристократия, так, в частности, она одевала великую княгиню Елизавету Федоровну, жену московского генерал-губернатора великого князя Сергея Александровича, родную сестру государыни. Была она приглашена также и к самой царице, но они как-то «не сошлись характерами» и это отношение оборвалось. Дело Надежды Петровны настолько разрослось, что постепенно у неё стало 300 мастериц. Она выстроила огромный дом на Тверском бульваре (на внутреннем проезде, через несколько домов от Никитских ворот). Я слышал от неё, что она подавала счета богатым московским купцам в десятки тысяч. Курьезны были её рассказы, как купцы «торговались» с ней — купцы любят, чтобы им «делали скидки». Так, например, подаст она счет на 34 240 руб. Приезжает «сам» М. А. Морозов (Тверская мануфактура) и говорит: «Надежда Петровна, уж вы мне уступите, скиньте 240 руб.» «Извольте, с удовольствием!» Жена великого князя Михаила Александровича, графиня Брасова, урождённая Шереметьевская, Наталья Сергеевна, так и осталась должна Надежде Петровне 20 тыс. руб. Насколько широк был размах работы Надежды Петровны можно судить по тому, что она ежегодно ездила в Париж, где держала квартиру, закупать модный товар для своего предприятия. А закупала она этого товара на полмиллиона! Конечно, огромен был и доход её — мастерская давала ей до 300 тыс. руб. в год, то есть другими словами, по 1000 руб. в день! Она была подлинным гением костюма. Я смело утверждаю, что то, чем Станиславский был в области режиссуры, то была Надежда Петровна в области костюма. Недаром они так хорошо понимали друг друга, и после революции много лет, до самой кончины Надежды Петровны работали вместе. Именно её костюмы мы видели в многочисленных постановках Художественного театра и Вахтангова — «Женитьба Фигаро», «Зойкина квартира», «Принцесса Турандот» и др. Надежда Петровна продолжала также одевать отдельных, обращавшихся к ней дам. Для этого у неё в комнате всегда стояло несколько манекенов, на которых иногда бывали надеты платья. Хорошо помню, как однажды придя к ней, я увидал на одном из манекенов замечательной красоты платье тонкого теплого серого цвета, чудесно драпирующее фигуру. Я немедленно бухнулся на колени и положил этому платью-шедевру… земной поклон. Как-то я сказал Надежде Петровне: «Надежда Петровна, вы — гениальны!» На что она, как бы удивившись, что в этом можно сомневаться: «Конечно!» Да, я не преувеличиваю, она в своей области была действительно гениальна.
В 1919 году бывшую «поставщицу двора Ея Императорского Величества» арестовали. Только благодаря вмешательству Максима Горького через два с половиной месяца её освободили. С 1921 года она работала в театре Вахтангова.
После Октябрьской Революции Ламанова вынуждена разрабатывать многочисленные модели простой одежды, рассчитанной на широкие слои населения. Одновременно она занималась проектированием платья по идеям народного русского костюма.
В 1922 году Ламанова стала членом Государственной Академии Художественных наук.
В 1925 году Ламанова и Вера Мухина совместно издали альбом «Искусство в быту». В этом же году модели Ламановой (без неё) отправились в Париж на всемирную выставку, где её платья в русском стиле произвели фурор — стиль «а-ля рюс» в те годы стал чрезвычайно моден в Европе.
С 1926 года Ламанова создала ряд моделей по мотивам творчества народов Севера (по заказу Всекопромсоюза) для продажи за рубеж, затем разработала коллекцию меховых изделий для Лейпцигской выставки, участвовала в Нью-йоркской выставке 1929 года. С 1930 года она стала заведующей мастерской Мехкомбината; ранее, в марте 1928 года её лишили избирательных прав «как кустаря, имевшего двух наёмных мастериц».
Ламанова создавала также костюмы для фильмов Эйзенштейна, Александрова, Протазанова:
- «Поколение победителей»,
- «Цирк»,
- «Александр Невский»,
- «Ревизор».

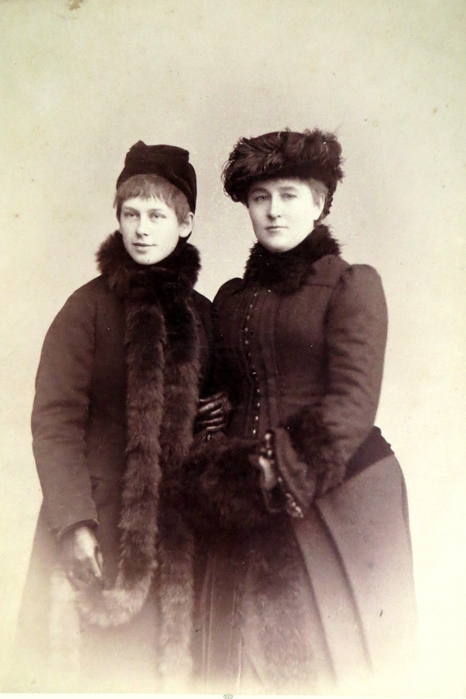
участвовала в создании костюмов для фильма «Аэлита».  - 1885-1887 гг. Надежда Петровна Ламанова и Мария Степановна Воронина
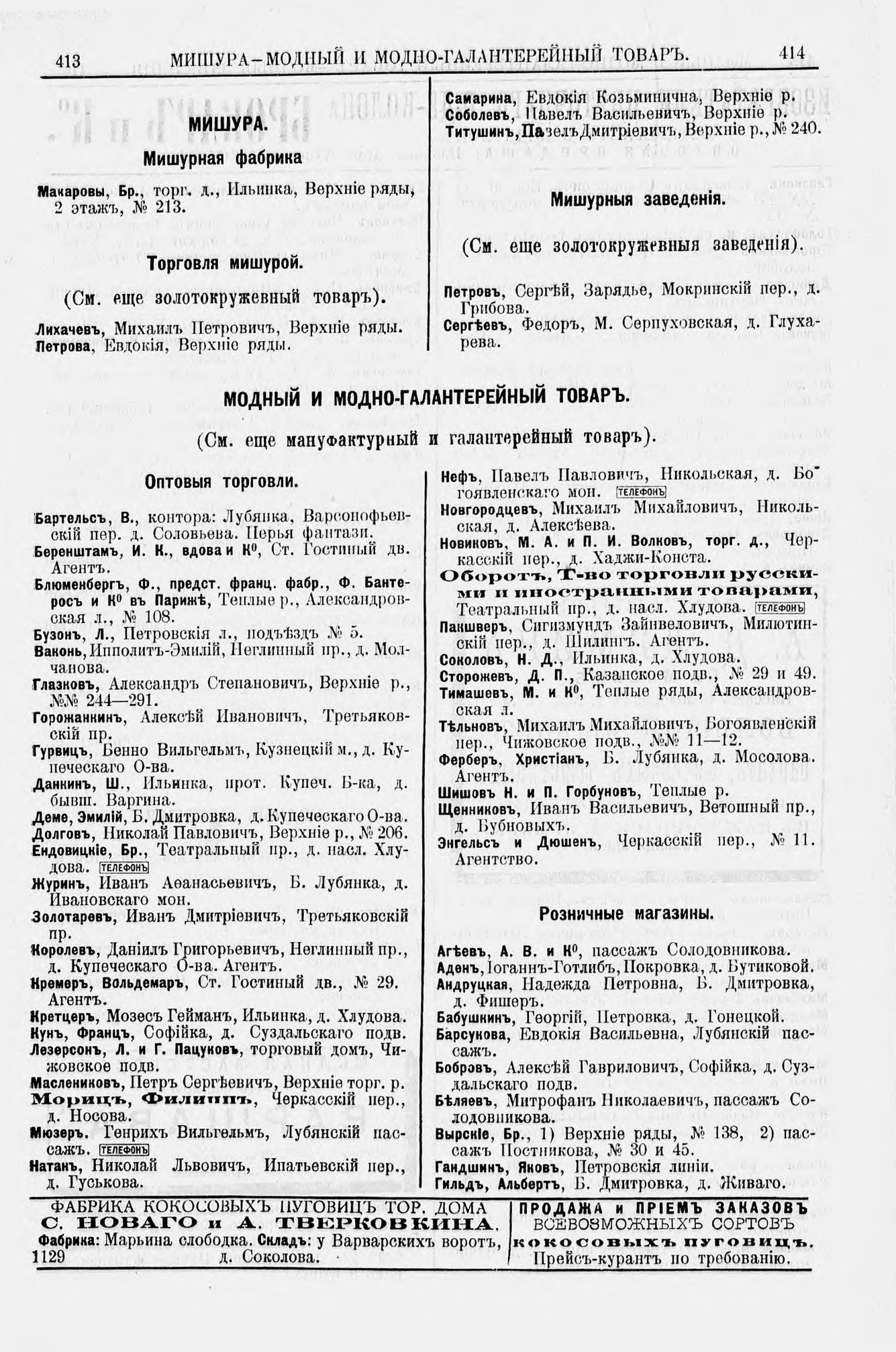
Розничный магазин модных и модно-галантерейных товаров Надежды Петровны Андруцкой (Ламановой) по адресу Большая Дмитровка, дом Фишеръ. Торгово-промышленная адресная книга города Москвы за 1894 г.
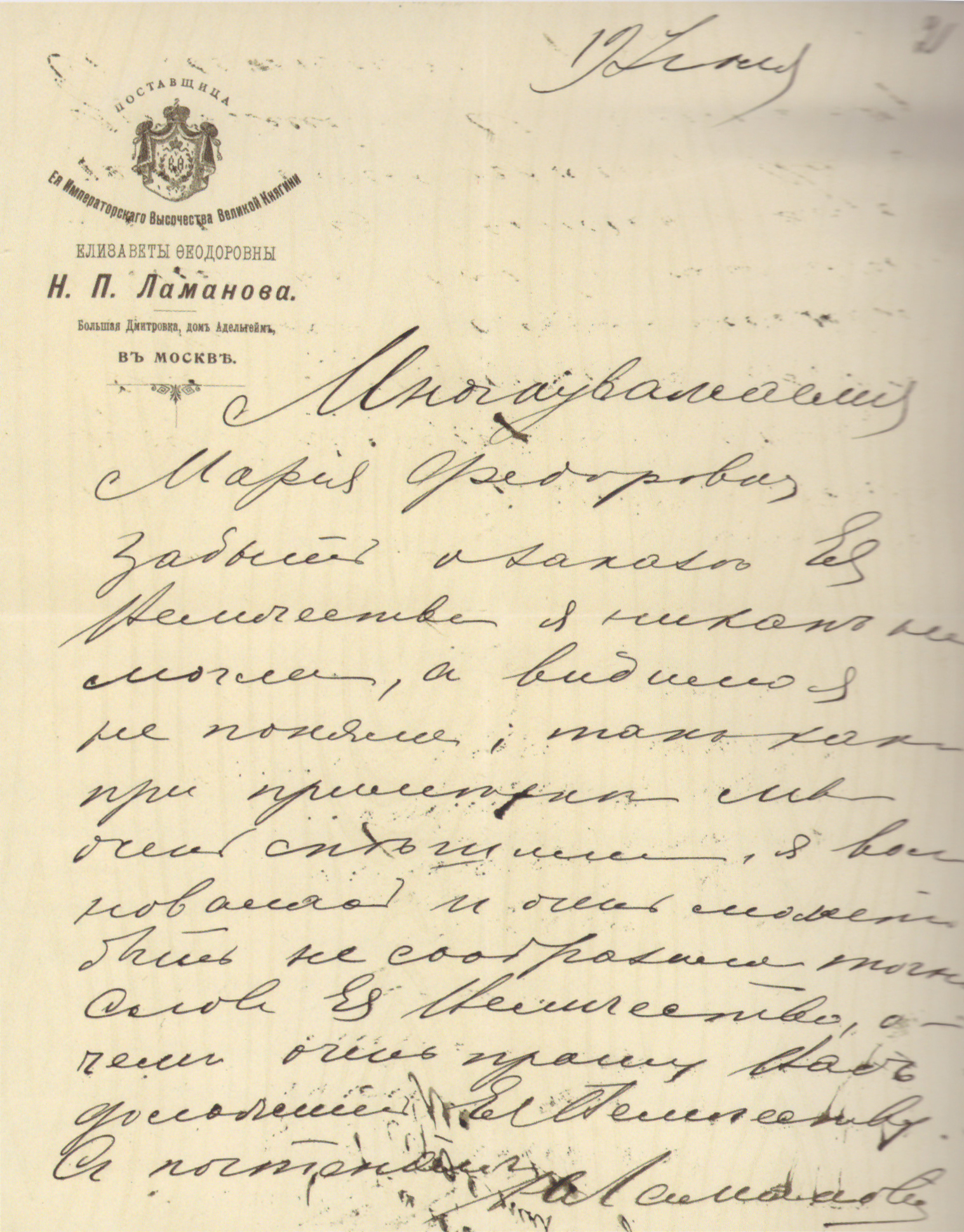
ГА РФ. Ф.625. Оп.1. Д.439. Л.2. Подлинник (автограф) на фирменном бланке со знаком поставщицы великой княгини Елизаветы Фёдоровны
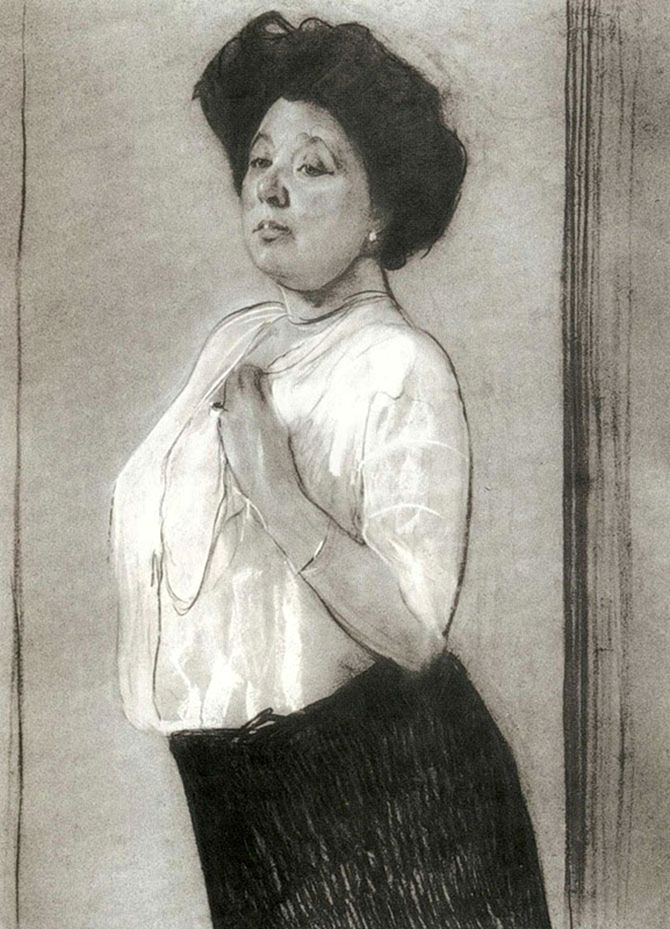
Портрет работы В. А. Серова, 1911 г. Н. П. Ламанова
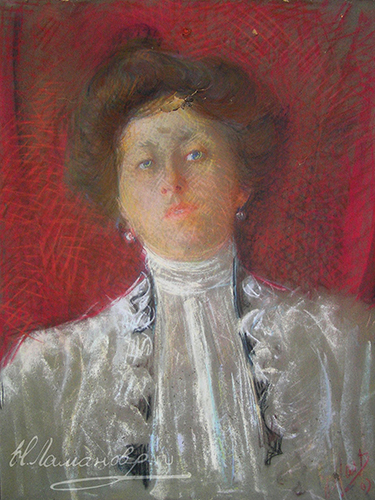
Портрет Надежды Петровны Ламановой. Художник — Яков Хаст. Пастель. Париж, 1903 год
  - Розничный магазин модных и модно-галантерейных товаров Надежды Петровны Андруцкой (Ламановой) по адресу Большая Дмитровка, дом Фишеръ. Торгово-промышленная адресная книга города Москвы за 1894 г.
  - ГА РФ. Ф.625. Оп.1. Д.439. Л.2. Подлинник (автограф) на фирменном бланке со знаком поставщицы великой княгини Елизаветы Фёдоровны
  - Портрет работы В. А. Серова, 1911 г. Н. П. Ламанова
  - Портрет Надежды Петровны Ламановой. Художник — Яков Хаст. Пастель. Париж, 1903 год

## Поколение модных мастеров. Ламановская школа
Из пяти сестёр Ламановых не только Надежда Петровна была модным мастером.
В 1901—1902 годы в доме Живаго на Большой Дмитровке младшая сестра Надежды Мария Петровна Ламанова-Неппенстрем, в те годы жена офицера Русской армии Леонида Карловича Неппенстрем, держала шляпную мастерскую. Позже, уже после революции, Мария Петровна помогала своей старшей сестре: конструировала головные уборы, которые дополняли созданную Надеждой Петровной одежду.
Третья по возрасту из сестёр Ламановых, Екатерина Петровна (по мужу Шварцшильд-Чернова), жила в Петербурге. Жена артиста Императорского русского драматического театра Александра Семёновича Шварцшильд (по сцене Чернова), она держала модную мастерскую дамского платья: в 1903—1906 годы в Эртелевом переулке, 5 (ныне — улица Чехова); в 1909—1911 годы на Бассейной улице, 7.
При ателье Ламановой ещё в доме Адельгейм начала работать бесплатная школа. Одной из главных особенностей стиля Ламановой был, бесспорно, муляжный метод конструирования одежды или наколка: «эскиз» платья создавался прямо на человеке, путём закалывания материи булавками. Все ученицы школы обучались этой технике, о чём свидетельствуют воспоминания потомков учениц и подмастерьев Н. П. Ламановой. Так, например, жена племянника Андрея Павловича Каютова (мужа Ламановой), Ксения Владимировна Межакова-Каютова (в девичестве Чернозубова), училась и работала у Ламановой, как, вероятно, и её сестра — Мария Владимировна Чернозубова.
Ученицей Ламановой была и Надежда Сергеевна Макарова-Маслова (её крестница и предположительно племянница), которая позже стала художественным руководителем первого советского Дома моды на Сретенке, 22 при тресте «Мосбелье».

## Благотворительная деятельность

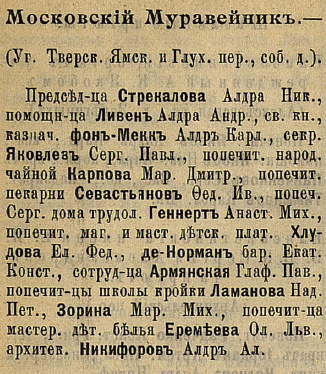
Описание Благотворительного общества «Московский муравейник». Ламанова — попечительница школы кройки. Справочник «Вся Москва», 1904 г.

Свои первые шаги в Москве юная Надя Ламанова смогла сделать благодаря покровительству Александры Николаевны Стрекаловой и её дочери княжны Александры Андреевны Ливен, в благотворительном заведении которых она получила работу.
Уже будучи известной портнихой, Надежда Ламанова стала попечительницей школы кройки при благотворительном обществе «Московский муравейник», которое также было учреждено Стрекаловой.
При своей мастерской Надежда Петровна организовала бесплатную школу. Многочисленные ученицы Ламановой, у которой не было своих детей, называли её «мама Надя».

Евгения Петровна Турманина, племянница Марии Степановны Ворониной, рассказывает:

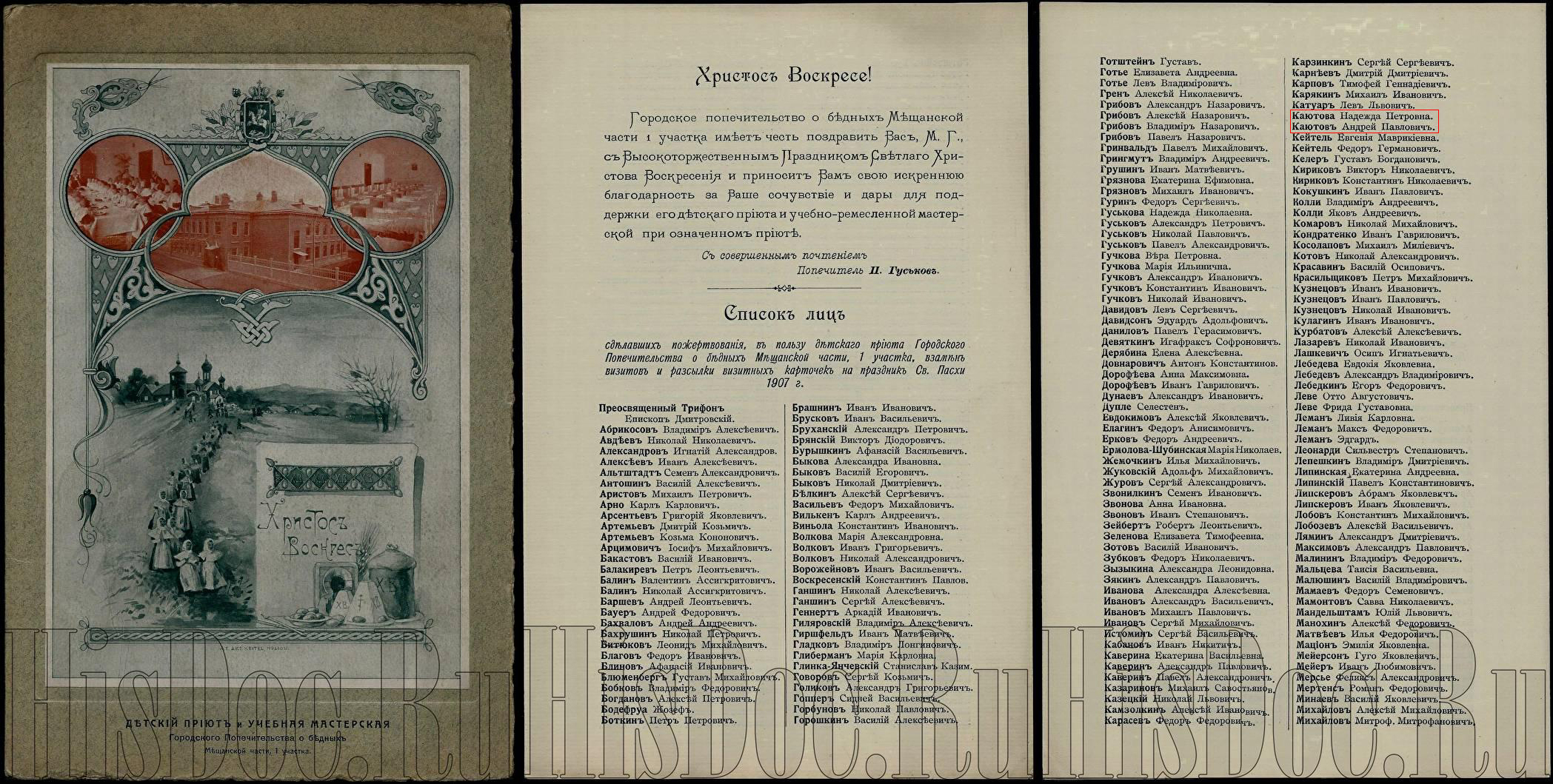
Поздравительная Визитная карточка со списком сделавших пожертвования в пользу детского приюта. Пасха, 1907 г.

«Забегу вперед — в ноябре 1911 года тетя Мариша, нуждаясь в средствах, обратилась за помощью Н. П. Ламановой. Надежда Петровна Ламанова приехала к нам поздно вечером, одета была в соболиную шубку и проч. И пригласила Марию Степановну работать у себя. Тетя Мариша согласилась, правда ей тяжело это было, но потом она, человек общительный, увлеклась. Много приобрела друзей и в том числе Елизавету Фёдоровну, сестру Каютова, которая тоже работала там. Была на ёлке и получила амулет лилового цвета, привезённый из Парижа и ещё какой-то пустячок. Милая, милая тетя Мариша, только с её стойкостью можно было всё это перенести: после той роскоши какой она была окружена и положение служащей. Правда это была благотворительность со стороны Ламановой, так как она не загружала работой и платила, кажется, 50 р. У них была своя касса, куда они вносили небольшие отчисления от заработка. В детстве я много слышала о воспитаннике тети Мариши, которого она взяла совсем маленьким, когда умерли его родители — донские казаки. Оставила она его в возрасте 8-9 лет на руки Ламановой».
В 1907 году Надежда Ламанова и её муж Андрей Каютов получили поздравление на Пасху с благодарностью за внесённые ими пожертвования «в пользу детского приюта Городского Попечительства о бедных Мещанской части, 1 участка».

## Смерть
Скоропостижно скончалась 15 октября 1941 года. Обстоятельства смерти Надежды Ламановой известны из телеграммы и письма её младшей сестры Марии Петровны Терейковской к Вере Мухиной. В письме сообщается, что в последние дни перед смертью Ламанова испытывала приступы недомогания, но старалась скрыть их от сестры и продолжала вести активный образ жизни. 13 октября она пыталась узнать, принято ли решение о её эвакуации вместе с артистами МХАТ, но не смогла получить однозначного ответа. Утром 14 октября Ламанова с сестрой приехала в театр, но обнаружила, что эвакуация уже завершена, а она «осталась не нужна». В ночь на 15 октября Мария обратила внимание, что Надежде было тяжело подниматься из убежища, куда они спустились на время воздушной тревоги, а следующим утром, когда сёстры шли к станции метро, чтобы уехать на дачу, Ламанова потеряла сознание на улице возле амбулатории Большого театра. Попытки реанимации остались безуспешными.
Тело Ламановой было кремировано, урна с прахом захоронена «рядом с Андрей Павловичем на Ваганьковском кладбище».

## Захоронение
Могила Надежды Петровны Ламановой находится в глубине 3-го участка Ваганьковского кладбища в Москве. Некоторое время она считалась утерянной, вновь обнаружена членом «Общества некрополистов» Сергеем Лепёшкиным, который 28 ноября 2010 года опубликовал информацию о захоронении на своём сайте «Где дремлют мёртвые». Всего в захоронении покоится шесть человек (указан год смерти):
1. 1931 год — Андрей Павлович Каютов, второй муж Надежды Петровны. Надгробие не сохранилось, о захоронении известно из письма Марии Петровны Терейковской[2].
2. 1941 год — Надежда Петровна Ламанова.
3. 1966 год — София Петровна Крахт, сестра Надежды Петровны.
4. 1969 год — Мария Петровна Ламанова, сестра Надежды Петровны.
5. 1987 год — Надежда Константиновна Крахт, дочь Софии Петровны Крахт, племянница Надежды Петровны Ламановой.
6. 1987 год — Вера Николаевна Павлова, невестка Софии Петровны, жена её старшего сына Романа Константиновича Крахта.

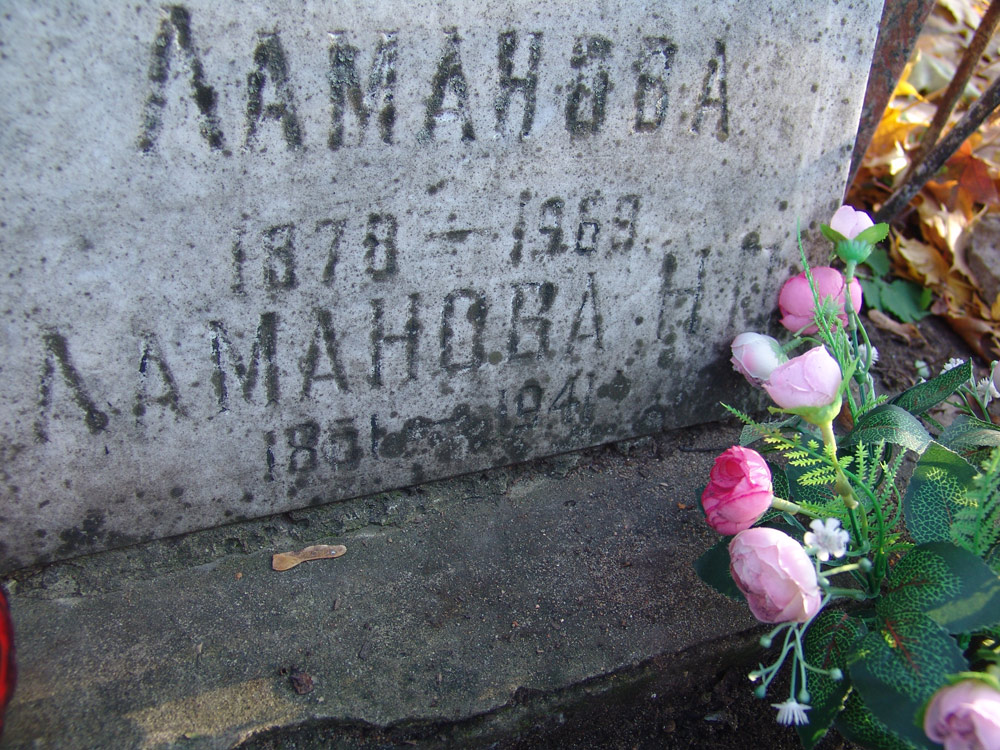
Мраморное надгробие Н.П.Ламановой
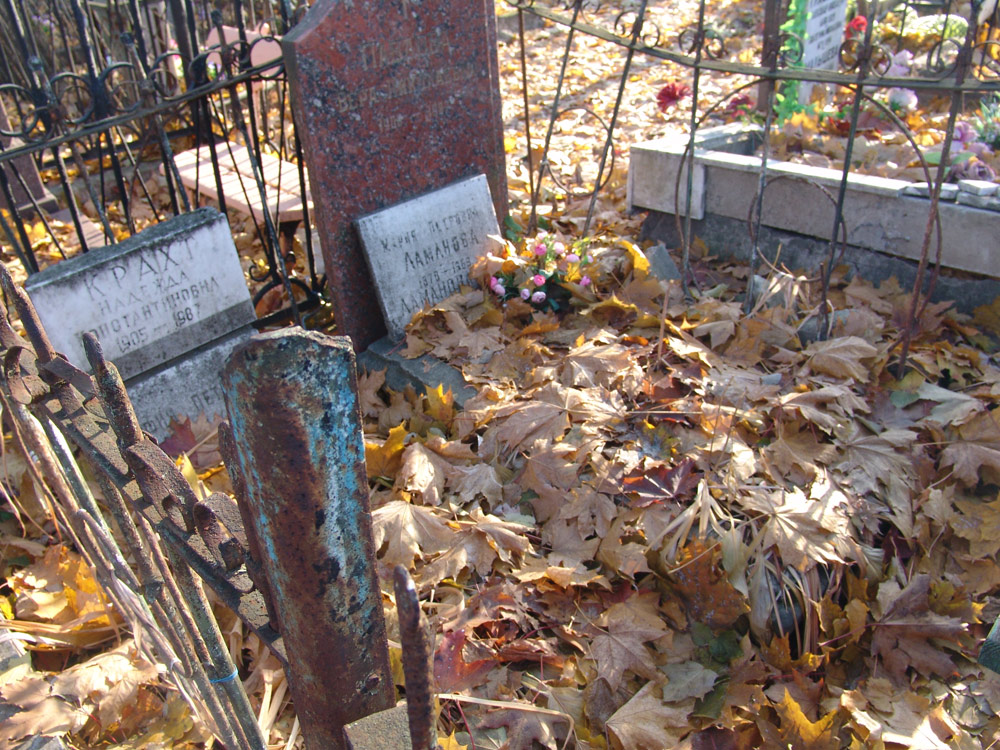
Состояние захоронение Ламановых-Каютовых-Крахт на Ваганьковском кладбище
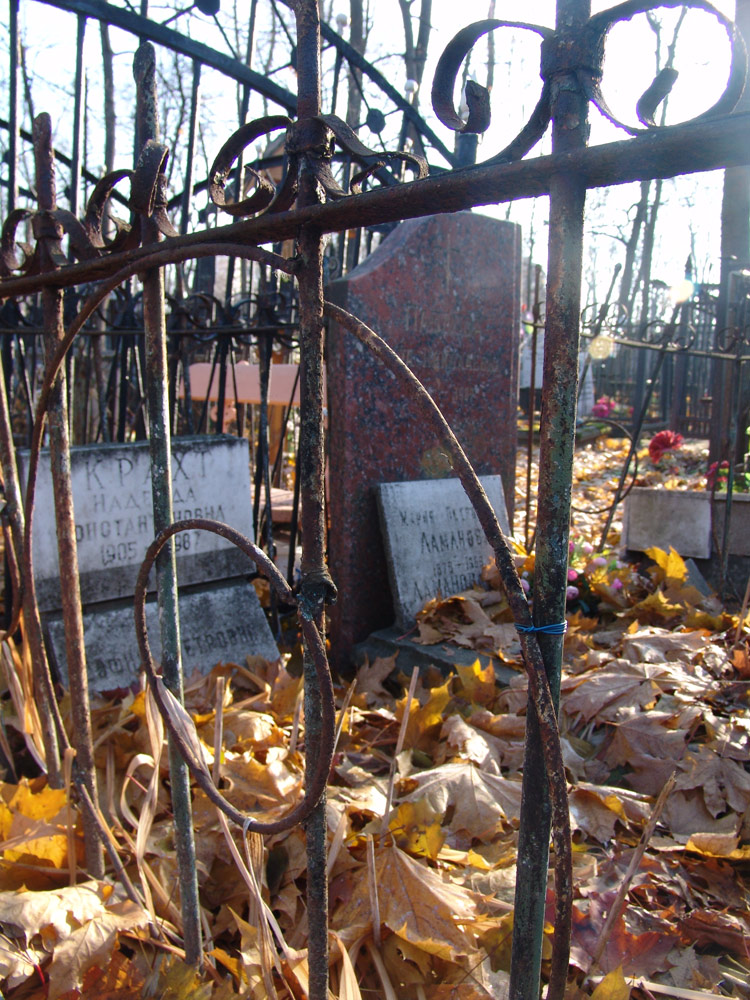
Состояние захоронения Ламановых-Каютовых-Крахт на Ваганьковском кладбище
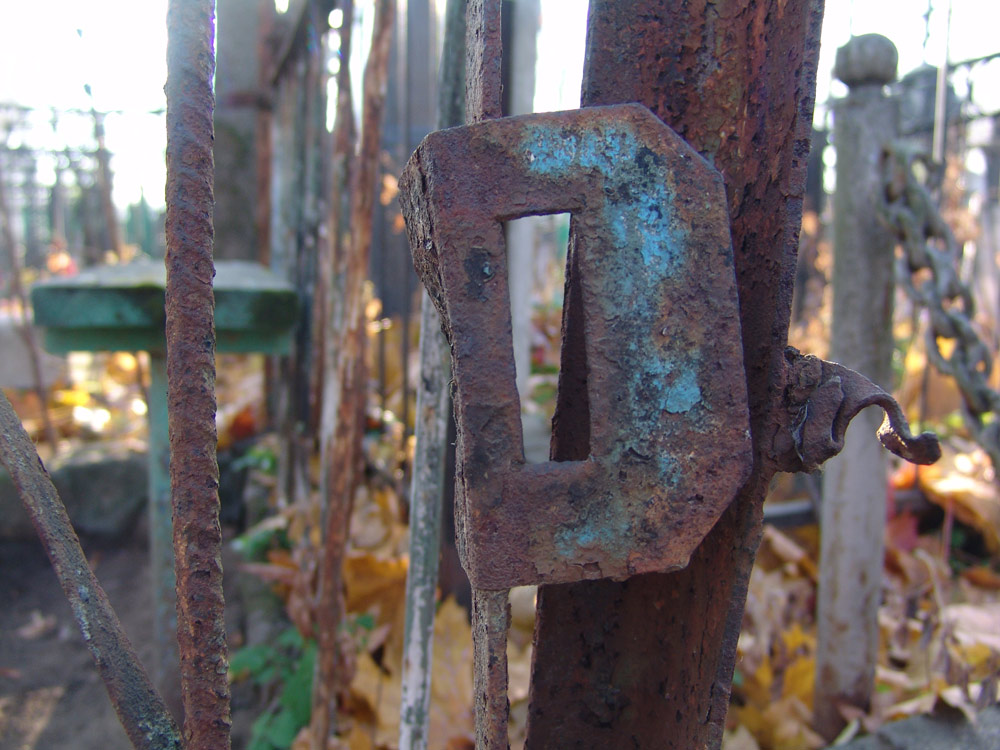
Состояние захоронения Ламановых-Каютовых-Крахт на Ваганьковском кладбище
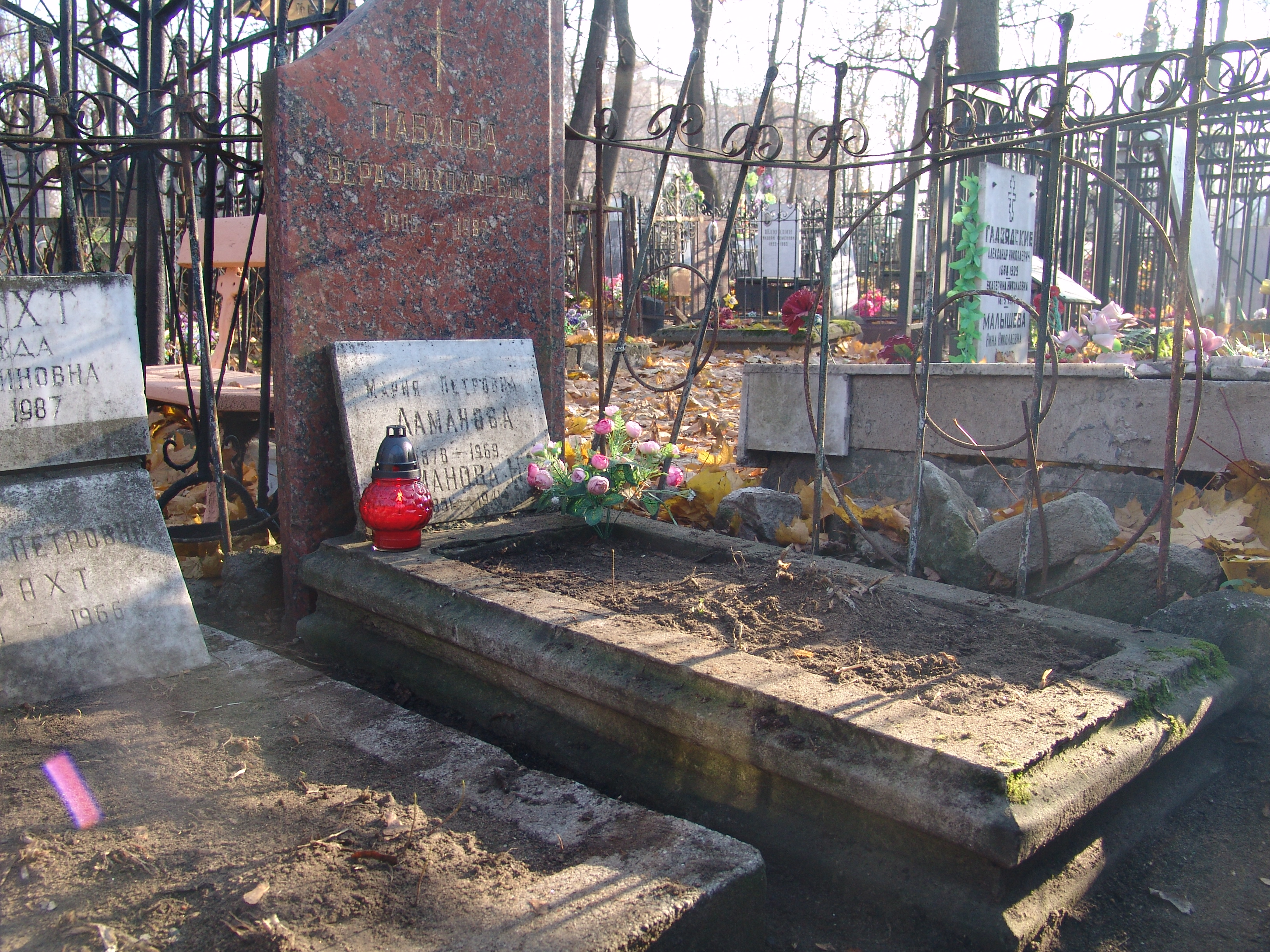
Состояние захоронения Ламановых-Каютовых-Крахт после уборки (на 7 ноября 2015 года)

С 2015 года за могилой ухаживает группа историков, музейных работников и энтузиастов, неравнодушных к творческому наследию Надежды Петровны Ламановой. 15 октября 2016 года был проведён «День памяти» по случаю 75-й годовщины со дня её смерти.

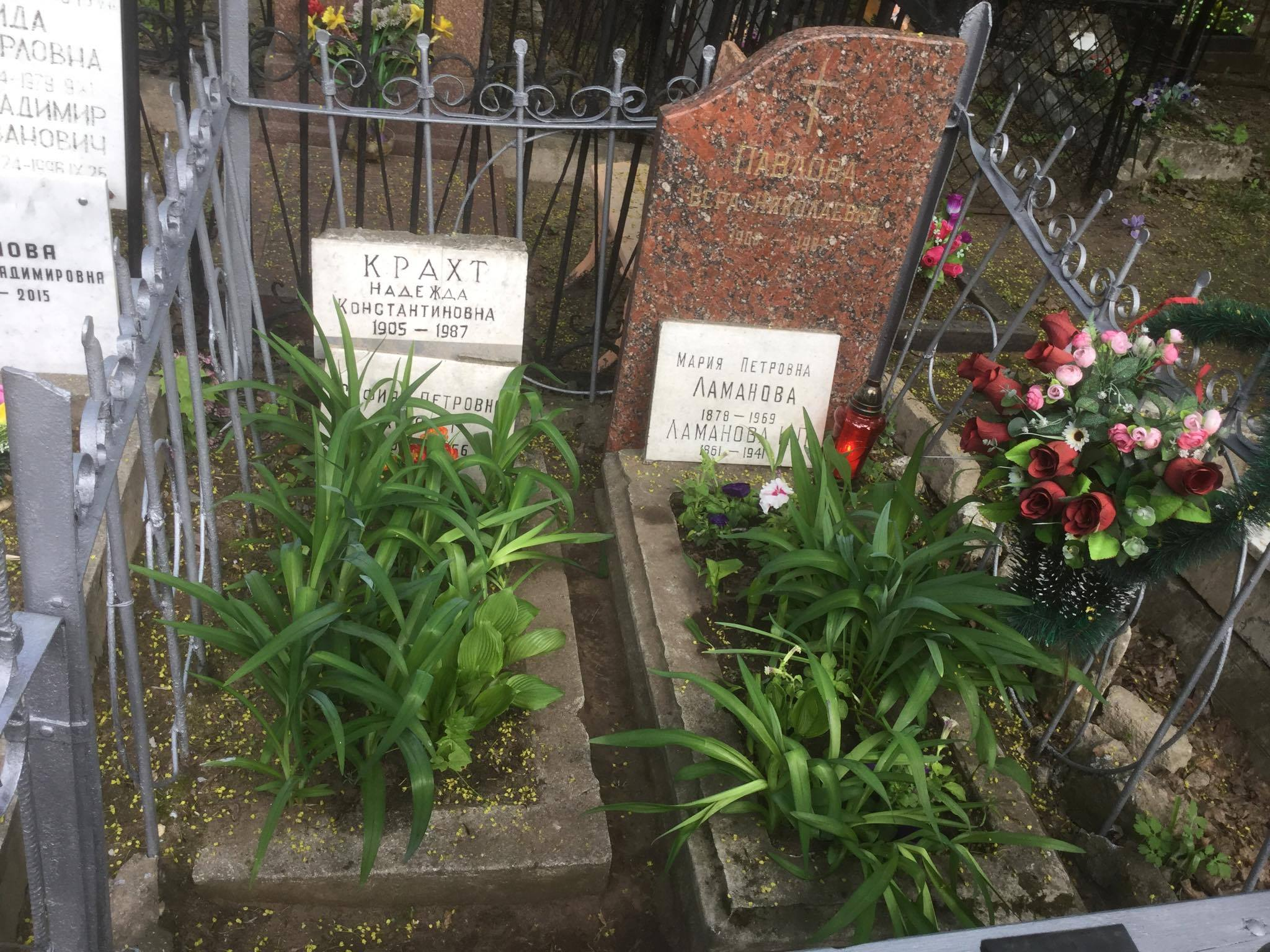
Состояние захоронения Ламановых-Каютовых-Крахт на Ваганьковском кладбище на 8 мая 2016 года
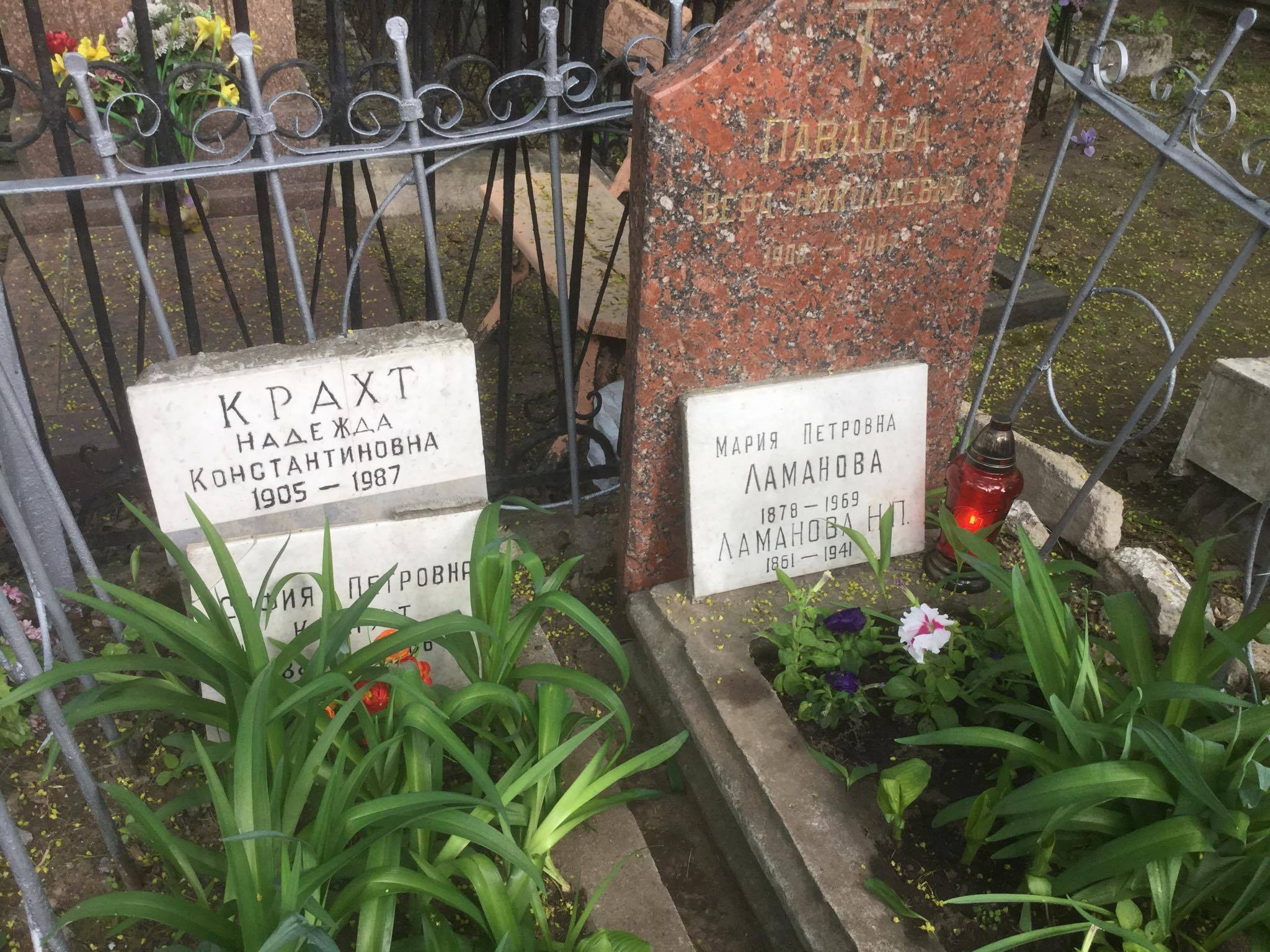
Состояние захоронения Ламановых-Каютовых-Крахт на Ваганьковском кладбище на 8 мая 2016 года
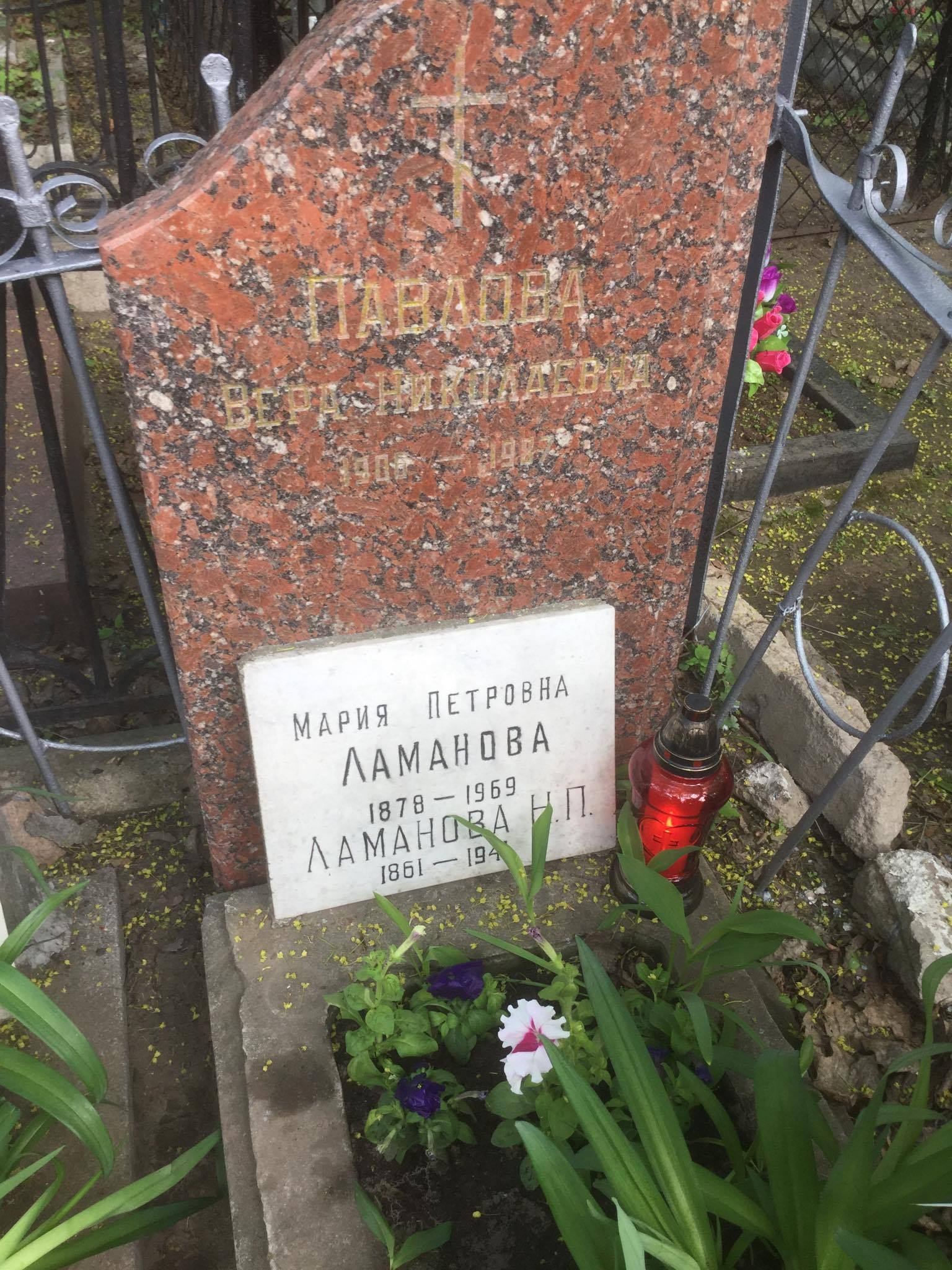
Состояние захоронения Ламановых-Каютовых-Крахт на Ваганьковском кладбище на 8 мая 2016 года
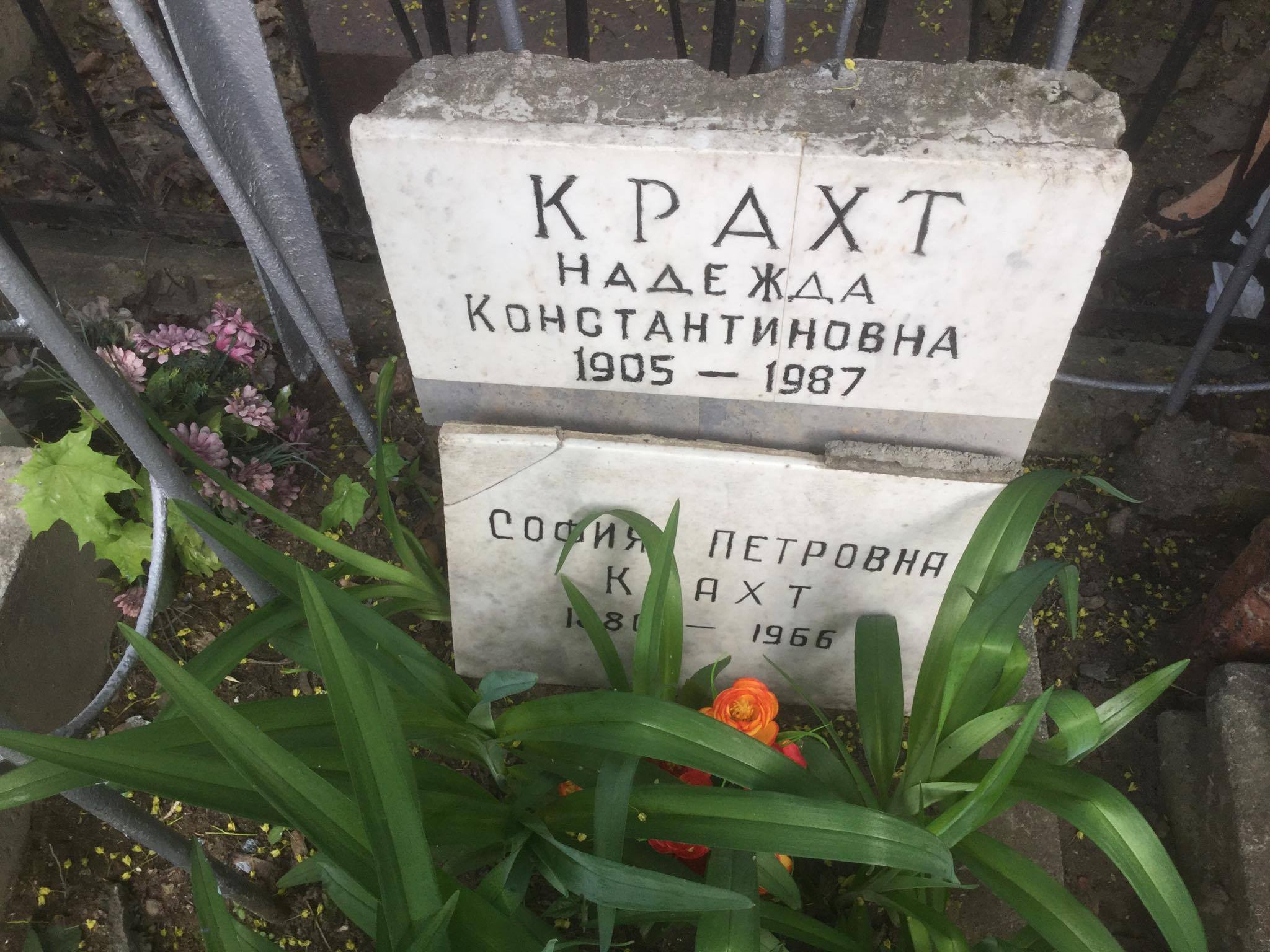
Состояние захоронения Ламановых-Каютовых-Крахт на Ваганьковском кладбище на 8 мая 2016 года

## Награды
- Звание «Поставщица Двора Ея Императорского Величества».
- Гран-при Всемирной выставки в Париже 1925 г. (совместно с Верой Мухиной) за серию костюмов.
- Мастерской Современного Костюма под руководством Н. П. Ламановой был присужден диплом Государственной Академии Художественных Наук за оригинальный творческий замысел; использование материала, указывающее на высокое мастерство; за тонкую и гармоничную красочность; за логически-упрощенное построение костюма, дающее возможность массового производства; за обстоятельное и точное исследование по распределению труда, ведущее к сокращению часов работы исполнителя[32].
- Почётный диплом юбилейной выставки искусства народов СССР за коллекцию по фольклорным мотивам народов Севера (1927 г.).

## Память
- Марина Цветаева в своём стихотворении «Полотерская» зарифмовала фамилию Надежды Петровны[33]: Та богиня — мраморная,
Нарядить — от Ламановой
Не гляди, что мраморная —
Всем бока наламываем!
- Фильм «Надежда Ламанова» из цикла «Гении и злодеи уходящей эпохи» Льва Николаева (2009).
- Фильм «Мода для народа», подготовленный ВГТРК (2011)[34].
- С 1994 года Московский Дом Моды Вячеслава Зайцева и одноимённый Дом Моделей проводят конкурс российских художников-модельеров имени Надежды Ламановой[35].
- Жизнь и творчество Надежды Петровны Ламановой стали темой Первой научно-практическая конференция «Российская мода», проведённой 19 февраля 2016 года в Московском Доме Моды Вячеслава Зайцева.[источник не указан 1330 дней]
- Генеалогические исследования проведены генеалогом Андреем Львовичем Ламановым. Многие ранее неизвестные факты биографии были установлены Татьяной Грачевой и Марией Маркович.[источник не указан 1330 дней]
- Надежда Ламанова является одним из главных действующих лиц детективного романа современного писателя Андрея Доброва «Последний крик моды. Гиляровский и Ламанова»[36].
- Надежда Ламанова является героиней «миниатюры» В. С. Пикуля «Закройных дел мастерица» (1976, неоднократно переиздавалась, в том числе в виде аудиокниги)[37].
- 14 октября 2022 года на фасаде здания по адресу Тверской бульвар, 10, строение 1, где жила и работала Ламанова с 1908 по 1917 гг. установлена мемориальная доска[38].